# Hill House (Helensburgh)

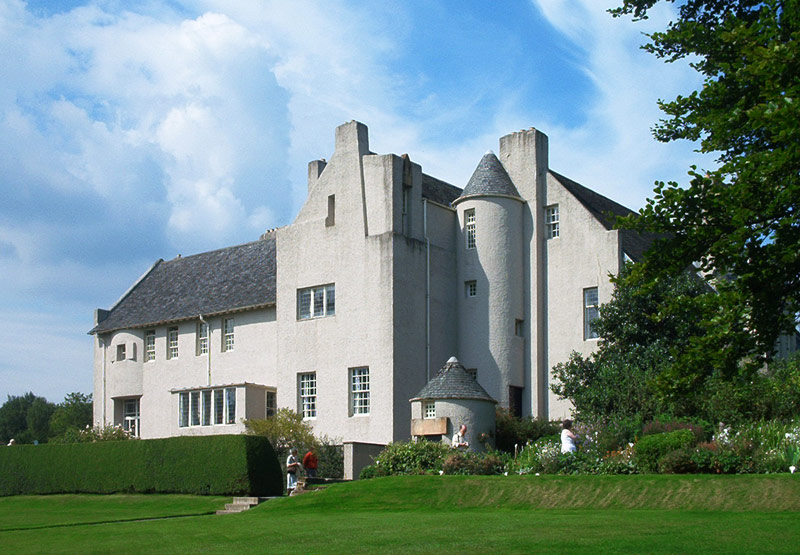
Hill House

Hill House ist eine Villa in der schottischen Stadt Helensburgh. Das Gebäude befindet sich in der Upper Colquhoun Street am Nordrand der Stadt. 1971 wurde die Villa in die schottischen Denkmallisten in der höchsten Kategorie A aufgenommen.
Das Gebäude wurde im Jahre 1904 nach zweijähriger Bauzeit fertiggestellt. Als Architekt war Charles Rennie Mackintosh für die Planung verantwortlich. Es befindet sich auf einem Hügel und überblickt den Firth of Clyde und gilt als Mackintoshs bedeutendstes Wohngebäude. Der National Trust for Scotland ist seit 1982 Eigentümer des Hill House. Es wurden Ferienwohnungen in dem Gebäude eingerichtet, welche im Frühjahr und Sommer angemietet werden können. Es wird auch von einer Geistererscheinung in Form einer schwarzgekleideten Person berichtet. Außerdem soll in der Bibliothek des Öfteren der Geruch von Pfeifenrauch wahrnehmbar sein, wo der ehemalige Besitzer Blackie gewöhnlich seine Pfeife rauchte.
Es bestehen Überlegungen, das Gebäude für die Aufnahme in die Liste des Weltkulturerbes vorzuschlagen. Nach Zeitungsberichten ist das Haus in einem solch schlechten Zustand, dass für die Renovierung 15 Jahre angesetzt sind (bis 2035); der damals neuartige Außenputz in Verbindung mit dem regnerischen und stürmischen Wetter soll dafür verantwortlich sein. Dazu wurde vom Architekturbüro Carmody Groarke eine Art Sarkophag errichtet. Dennoch ist das Hill House weiter für Besucher zugänglich. 2019 wurde Hill House von rund 31.000 Personen besucht. 2024 betrug die Besucherzahl etwa 28.000 Personen.
Die auf der gegenüberliegenden Straßenseite liegende, ebenfalls unter Denkmalschutz stehende Villa Drumadoon, die seit einigen Jahren leer steht, wird in der Bevölkerung mittlerweile despektierlich als Hell House, als Höllenhaus bezeichnet.

## Beschreibung

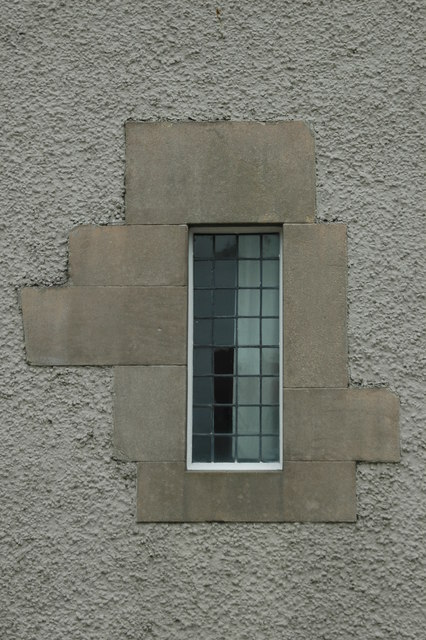
Fensterdetail

Hill House kann nicht eindeutig einer architektonischen Stilrichtung zugeschrieben werden. Vielmehr vereint es Elemente verschiedener Strömung, hierunter Arts and Crafts, Art Nouveau, Scottish Baronial und Elemente japanischer Architektur. Die Gestaltung setzt sich in den Innenräumen mit dekorativen Mustern und speziellen angefertigten Möbeln und Textilien fort. Das Gebäude weist grob einen L-förmigen Grundriss auf. Es ist zweistöckig, besitzt jedoch ein ausgebautes Dachgeschoss. Die Fassaden sind traditionell mit Harl verputzt. Die Fenster sind teilweise von cremefarbenen Sandsteinfaschen eingerahmt. Die Satteldächer sind mit Schindeln aus grauem Schiefer gedeckt.